# Lakmé
Lakmé este o operă în 3 acte de Léo Delibes, după un libret de Edmond Gondinet și Philippe Gille, bazat pe romanul "Rarahu ou Le Mariage de Loti" de Pierre Loti.
Premiera operei a avut loc la “Opéra-Comique” din Paris în ziua de 14 aprilie 1883.
Durata operei: cca 2 ¼ ore.
Locul și perioada de desfășurare a acțiunii: India, în a doua jumătate a secolului al XIX-lea.
Personajele principale:
- Gérald, ofițer englez (tenor)
- Frédéric, alt ofițer englez (bariton)
- Nilakantha, preot brahman (bas)
- Lakmé, fiica lui Nilakantha (soprană)
- Mallika, însoțitoarea ei (alto)
- Hadji, servitorul lui Nilakantha (tenor)
- Ellen, logodnica lui Gérald (soprană)
- Rose, verișoara ei (mezzo-soprană)